# Pseudosmittia nanseni
Pseudosmittia nanseni är en tvåvingeart som först beskrevs av Jean-Jacques Kieffer 1926.  Pseudosmittia nanseni ingår i släktet Pseudosmittia och familjen fjädermyggor. Arten är reproducerande i Sverige. Inga underarter finns listade i Catalogue of Life.